# Eugene Bullard
Eugene Jacques Bullard (9 de octubre de 1895 – 12 de octubre de 1961), nacido como Eugene James Bullard, fue el primer piloto militar estadounidense afroamericano. Fue uno de los pocos pilotos de combate negros durante la Primera Guerra Mundial, junto con William Robinson Clarke, un jamaiquino que voló para el Royal Flying Corps, Domenico Mondelli de Italia y Ahmet Ali Çelikten del Imperio Otomano. También fue músico de jazz y boxeador, por lo que recibió el sobrenombre francés "L'Hirondelle noire", que en castellano puede ser traducido como "la golondrina negra'".

## Primeros años
Bullard nació en Columbus, Georgia. Fue el séptimo de los diez hijos de William (Octave) Bullard, un hombre negro de Martinica, y Josephine ("Yokalee") Thomas, una mujer indígena Creek. Los antepasados de su padre habían sido esclavizados en Haití por un amo francés que luego huyó durante la Revolución Haitiana. Después de la revolución, sus antepasados emigraron a los Estados Unidos y se refugiaron con los nativos americanos de la tribu Creek.  Asistió a la escuela Grammer en la 28th Street en Columbus desde 1901 hasta 1906, completando el quinto grado.
Durante su juventud, sufrió al ver que una turba blanca intentó linchar a su padre por una disputa laboral.[cita requerida] Mientras tanto, su padre continuó expresando la convicción de que los afroamericanos debían mantener su dignidad y respeto propio frente al prejuicio blanco. A pesar de esto, Bullard se enamoró de las historias de su padre sobre Francia, donde la esclavitud había sido abolida y los negros eran tratados igual que los blancos.[cita requerida] Al cumplir los once años, se escapó de su casa con la intención de llegar a Francia. Al detenerse en Atlanta, se unió a un clan de gitanos de origen inglés conocido por el apellido de Stanley y viajó por Georgia cuidando sus caballos y aprendiendo a correr.[cita requerida] Fueron los Stanley quienes le informaron que no existía la segregación racial en Gran Bretaña y restablecieron su determinación de llegar a Inglaterra.[cita requerida]
Desanimado porque los Stanley no estaban interesados en regresar a Inglaterra, Bullard encontró trabajo con la familia Turner en Dawson, Georgia. Debido a que trabajaba duro cuando era un mozo de cuadra, se ganó el afecto de los Turner y se le pidió que participara como jinete en las carreras de la Feria del Condado de 1911. En 1912, se dirigió a Norfolk, Virginia, donde se refugió en el carguero alemán Marta Russ,  con la esperanza de escapar de la discriminación racial. Bullard llegó a Aberdeen, Escocia y se dirigió primero a Glasgow y luego a Londres, donde boxeó y realizó payasadas en Freedman Pickaninnies, una compañía afroamericana. Durante su estadía en Londres, entrenó con el entonces famoso boxeador Dixie Kid, quien organizó su pelea en París. Como resultado de esa visita, decidió instalarse en Francia. Hasta el comienzo de la Primera Guerra Mundial continuó boxeando en París y trabajó en un music hall hasta el comienzo de la Primera Guerra Mundial.

## Primera Guerra Mundial

### Regimiento de Marcha de la Legión Extranjera

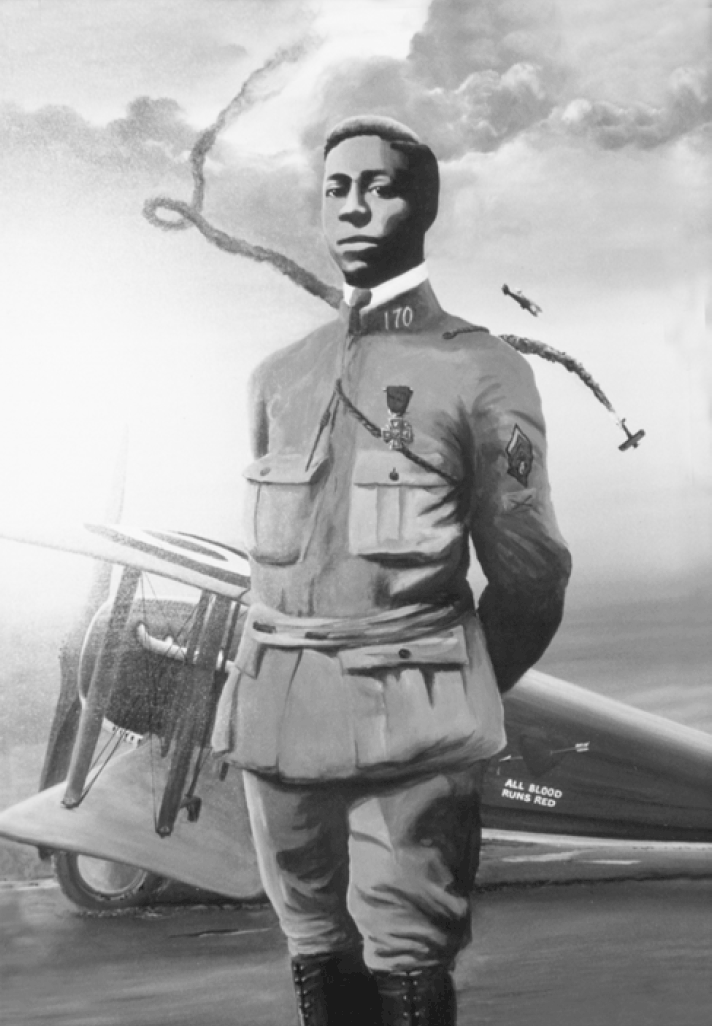
Bullard durante la Primera Guerra Mundial

Al comenzar la Primera Guerra Mundial en agosto de 1914  Bullard se alistó en el ejército, siendo asignado al 3.er Regimiento de Marcha de la Legión Extranjera (RMLE), ya que los voluntarios extranjeros solo podían servir en la Legión Extranjera Francesa.
En 1915, Bullard era un ametrallador y entró en combate en el frente de Somme en Picardía. Entre mayo y junio, cumplió deberes en Artois, y en el otoño combatió en una segunda ofensiva de Champagne (del 25 de septiembre al 6 de noviembre de 1915) a lo largo del río Mosa. Fue asignado al 3.er Regimiento de Marcha del 1.er Regimiento Extranjero. El 13 de julio, se unió al 2.º Regimiento de Marcha del 1.º Regimiento Extranjero y también sirvió en el 170.º Regimiento de Infantería en francés: 170e Régiment d'Infanterie Française), conocidas como las "hirondelles de la mort" ("golondrinas de la muerte"). El 2.º Regimiento de Marcha del 1.º Regimiento Extranjero y el 2.º Regimiento de Marcha del 2.º Regimiento Extranjero estaban sirviendo como parte de la 1.ª División Marroquí. Comandada inicialmente por Hubert Lyautey, general residente de Marruecos al estallar la Primera Guerra Mundial, la división era una mezcla entre las tropas francesas metropolitanas y coloniales, incluidos legionarios, zuavos y tirailleurs. Para el final de la guerra, la 1.º División marroquí fue una de las unidades más condecoradas del ejército francés. La Legión Extranjera sufrió muchas bajas durante 1915. Comenzó el año con 21,887 soldados, suboficiales y oficiales, y terminó con tan solo 10,683 soldados. Como resultado, estas unidades que luchaban en el frente occidental fueron puestas en reserva para refuerzo y reorganización. El 11 de noviembre de 1915, 3.316 supervivientes del 1 e y del 2 e Etranger se fusionaron en una sola unidad: el Regimiento de Marcha de la Legión Extranjera ( Régiment de Marche de la Légion étrangère), que en 1920 se convirtió en el 3.er Regimiento Extranjero de la Legión Extranjera Francesa. Bullard participó en los combates en Somme, Champagne y Verdun, donde fue gravemente herido el 5 de marzo de 1916.
En cuanto a los norteamericanos y otros voluntarios, se les permitió trasladarse a las unidades del Ejército Metropolitano Francés, incluido el 170 Regimiento de Infantería en francés: 170e Régiment d'Infanterie Française). Bullard optó por servir en el 170 ° Regimiento de Infantería y la insignia del regimiento se muestra en el cuello de su uniforme. A principios de 1916, la 170.a Infantería junto con la 48.a División de Infantería (en francés: 48e Division d'Infanterie), al que perteneció el regimiento desde febrero de 1915 hasta diciembre de 1916, fue enviado a Verdún. Durante su convalecencia, Bullard fue citado por actos de valor a las órdenes del regimiento el 3 de julio de 1917, y recibió la croix de guerre.

### Aviación
Mientras servía en el 170 ° de Infantería, Bullard resultó gravemente herido en acción en marzo de 1916 en la Batalla de Verdún. Después de recuperarse, se ofreció como voluntario para el Servicio Aéreo Francés como artillero de aire. Fue aceptado y se formó en la Escuela de Artillería Aérea de Cazaux, Gironde. Después de esto, pasó por su entrenamiento de vuelo inicial en Châteauroux y Avord, y recibió el número de licencia de piloto 6950 del Aéro-Club de France el 5 de mayo de 1917.   Como muchos otros aviadores norteamericanos, Bullard esperaba unirse al famoso escuadrón Escadrille Americaine N.124, también llamado Escadrille Lafayette. Sin embargo, después de inscribir a 38 pilotos estadounidenses durante la primavera y el verano de 1916, el escuadrón dejó de aceptar candidatos. Después de un entrenamiento adicional en Avord, Bullard unió a 269 aviadores estadounidenses en el Lafayette Flying Corps el 15 de noviembre de 1916. Los voluntarios estadounidenses volaron junto con pilotos franceses en diferentes escuadrones aéreos de persecución y bombarderos / reconocimiento en el frente occidental. Edmund L. Gros, quien facilitó la incorporación de pilotos estadounidenses en el Servicio Aéreo Francés, que figura en la edición de octubre de 1917 de Flying (una publicación oficial del Aero Club of America), también figura el nombre de Bullard en la lista de miembros del Lafayette Flying Corps.
El 28 de junio de 1917, Bullard fue ascendido a cabo. Fue asignado a Escadrille N.93 (en francés: Escadrille SPA 93), con base en Beauzée-sur-Aire al sur de Verdún, donde permaneció hasta el 13 de septiembre. El escuadrón estaba equipado con aviones Nieuport y Spad los cuales mostraban una cigüeña voladora como insignia del escuadrón. El registro de servicio de Bullard también incluye el Escuadrón N.85 ( en francés: Escadrille SPA 85), 13 de septiembre de 1917-11 de noviembre de 1917, el cual mostraba una insignia de toro. Participó en más de veinte misiones de combate, y se le atribuye el derribo de uno o dos aviones alemanes (las fuentes difieren). Sin embargo, las autoridades francesas no pudieron confirmar estas victorias.
Cuando Estados Unidos entró en la guerra, el Servicio Aéreo del Ejército de los Estados Unidos convocó a una junta médica para reclutar estadounidenses que prestaran servicios en el Cuerpo de Vuelo de Lafayette para el Servicio Aéreo de las Fuerzas Expedicionarias Estadounidenses. Bullard pasó por el reconocimiento médico, pero fue rechazado porque solamente se aceptaban pilotos blancos. Algún tiempo después, mientras estaba en un breve descanso del servicio en París, Bullard supuestamente tuvo una discusión con un oficial francés y fue castigado con ser transferido al batallón de servicio de la 170 en enero de 1918 Continuó sirviendo después del Armisticio, sin retirarse hasta el 24 de octubre de 1919.

## Años de entreguerras
Por su servicio durante la Primera Guerra Mundial, el gobierno francés otorgó a Bullard la Croix de guerre, Médaille militaire, Croix du combattant volontaire 1914-1918 y Médaille de Verdun, junto con varias otras condecoraciones. Después de su alta, regresó nuevamente a París.
Durante cuatro años trabajó como baterista de jazz en un club nocturno llamado "Zelli's", que era propiedad de Joe Zelli. También trabajó con Robert Henri, un abogado y amigo, para obtener una licencia de club, lo que permitió que Zelli's permaneciera abierto hasta pasada la medianoche. Esto llevó a Zelli a convertirse en el club nocturno más famoso de Montmartre, ya que la mayoría de los otros cabarets de la zona cerraban a medianoche. Después de su tiempo en Zelli's, Bullard partió hacia Alejandría, Egipto, donde actuó con un conjunto de jazz en el Hotel Claridge y luchó en dos peleas de premios.  También contrató músicos para fiestas privadas con las élites sociales de París, trabajó como masajista y entrenador de ejercicios. Más tarde dirigió un club nocturno "Le Grand Duc", donde contrató al poeta estadounidense Langston Hughes.  Alrededor de 1928, Bullard pudo comprar "Le Grand Duc" de Ada "Bricktop" Smith.  Como lugar popular de jazz, "Le Grand Duc" le ganó muchos amigos famosos, entre ellos Josephine Baker, Louis Armstrong, Langston Hughes y el as de vuelo francés Charles Nungesser. Con el tiempo se convirtió en propietario de otro club nocturno, "L'Escadrille". Su fama en Montmartre fue tal que Ernest Hemingway basó un personaje secundario en Bullard en "The Sun Also Rises".
Bullard también abrió "Bullard's Athletic Club" el cual consistía en un gimnasio que ofrecía cultura física, boxeo, masajes, ping pong e hidroterapia. También trabajó como entrenador para los destacados boxeadores Panamá Al Brown y Young Perez.
En 1923, contrajo matrimonio con Marcelle Straumann, una mujer francesa de una familia adinerada. El matrimonio terminó divorciándose en 1935 y Bullard obtuvo la custodia de sus dos hijos sobrevivientes, Jacqueline y Lolita. Otras fuentes afirman que, debido a que ambos eran católicos, se separaron sin divorciarse.
Cuando comenzó la Segunda Guerra Mundial en septiembre de 1939, Bullard (que también hablaba alemán), accedió a una solicitud del gobierno francés para espiar a los ciudadanos alemanes que todavía frecuentaban su club nocturno.

## Segunda Guerra Mundial
Tras la invasión alemana a Francia en mayo de 1940, se ofreció como voluntario y sirvió en el 51 ° Regimiento de Infantería (en francés: 51e Régiment d'Infanterie) en la defensa de Orleans el 15 de junio de 1940. Bullard resultó herido, pero logró escapar a la neutral España y en julio de 1940 regresó a Estados Unidos.
A su regreso, pasó algún tiempo en un hospital de Nueva York y nunca se recuperó completamente de su herida. Además descubrió que la fama que disfrutaba en Francia no lo había seguido a los Estados Unidos. Trabajó como vendedor de perfumes, guardia de seguridad y como intérprete para Louis Armstrong, pero una lesión en la espalda lo restringió severamente. Al finalizar la guerra, intentó recuperar su club nocturno en París, pero había sido destruido. Recibió un acuerdo financiero del gobierno francés y pudo comprarse un apartamento en Harlem, Nueva York.

## Disturbios de Peekskill
En 1949, un concierto realizado por el artista y activista negro Paul Robeson en Peekskill, Nueva York, en beneficio del Congreso de Derechos Civiles, terminó con grandes disturbios. Estos fueron causados en parte por miembros de los capítulos locales de Veteranos de Guerras Extranjeras y Legión Estadounidense, que consideraban a Robeson un simpatizante comunista. El concierto estaba programado para el 27 de agosto en Lakeland Acres, al norte de Peekskill. Sin embargo, antes de que llegara Robeson, una turba atacó a los asistentes al concierto con bates de béisbol y piedras. Trece personas resultaron gravemente heridas antes de que la policía le pusiera fin. El concierto se pospuso hasta el 4 de septiembre y fue llevado a cabo sin incidentes, pero cuando los asistentes del concierto se alejaron, pasaron por largas filas de lugareños hostiles, donde les arrojaban piedras a través de sus parabrisas.
Bullard fue una de las víctimas del disturbio al finalizar el concierto. Fue derribado al suelo y golpeado por una turba enfurecida, que incluía a miembros de las fuerzas del orden público estatales y locales. El ataque fue capturado en una película y se puede ver en el documental de la década de 1970 The Tallest Tree in Our Forest y en el documental ganador del Oscar narrado por Sidney Poitier, "Paul Robeson: Tribute to an Artist". Ninguno de los agresores fue procesado. Imágenes gráficas de Bullard siendo golpeado por dos policías, un policía estatal y un asistente a un concierto se publicaron en la biografía de Susan Robeson de su abuelo, "El mundo entero en sus manos: una biografía ilustrada de Paul Robeson".

## Vida posterior y muerte

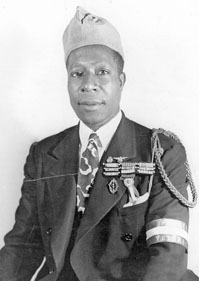
Bullard en sus últimos años, llevando en su hombro la croix de guerre Fourragère, distinción del 170 ° Regimiento, y la gorra de veteranos de guerra franceses.

En la década de 1950, Bullard era un extraño en su propia tierra. Sus hijas habían contraido matrimonio y él vivía solo en su apartamento, que estaba decorado con fotografías de sus famosos amigos y un estuche enmarcado que contenía sus 14 medallas de guerra francesas. Su último trabajo fue como ascensorista en el Rockefeller Center, donde se desconocía su fama como la "Golondrina Negra de la Muerte". El 22 de diciembre de 1959, Dave Garroway lo entrevistó en el programa Today Show de NBC y recibió cientos de cartas de los televidentes. Utilizó su uniforme de operador de ascensor durante la entrevista.
Falleció en la ciudad de Nueva York a causa del cáncer de estómago el 12 de octubre de 1961, a la edad de 66 años. Fue enterrado con honores militares en la sección de veteranos de guerra franceses del cementerio de Flushing en el distrito de Queens de la ciudad de Nueva York. Su amigo Louis Armstrong está enterrado en el mismo cementerio.

## Honores

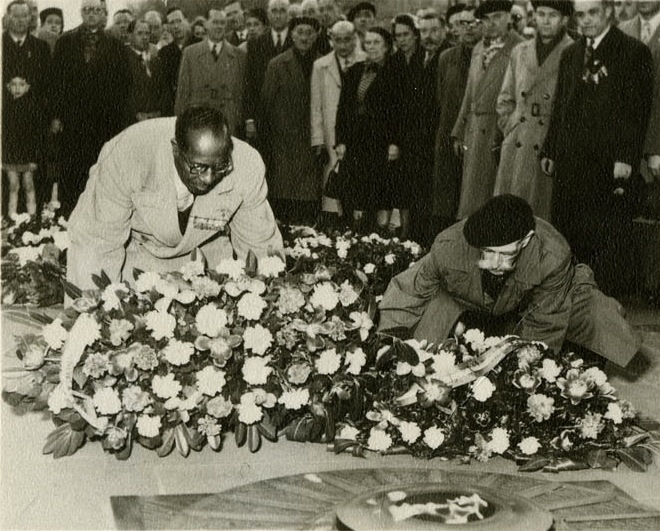
Bullard en la Tumba del Soldado Desconocido en París, 1954

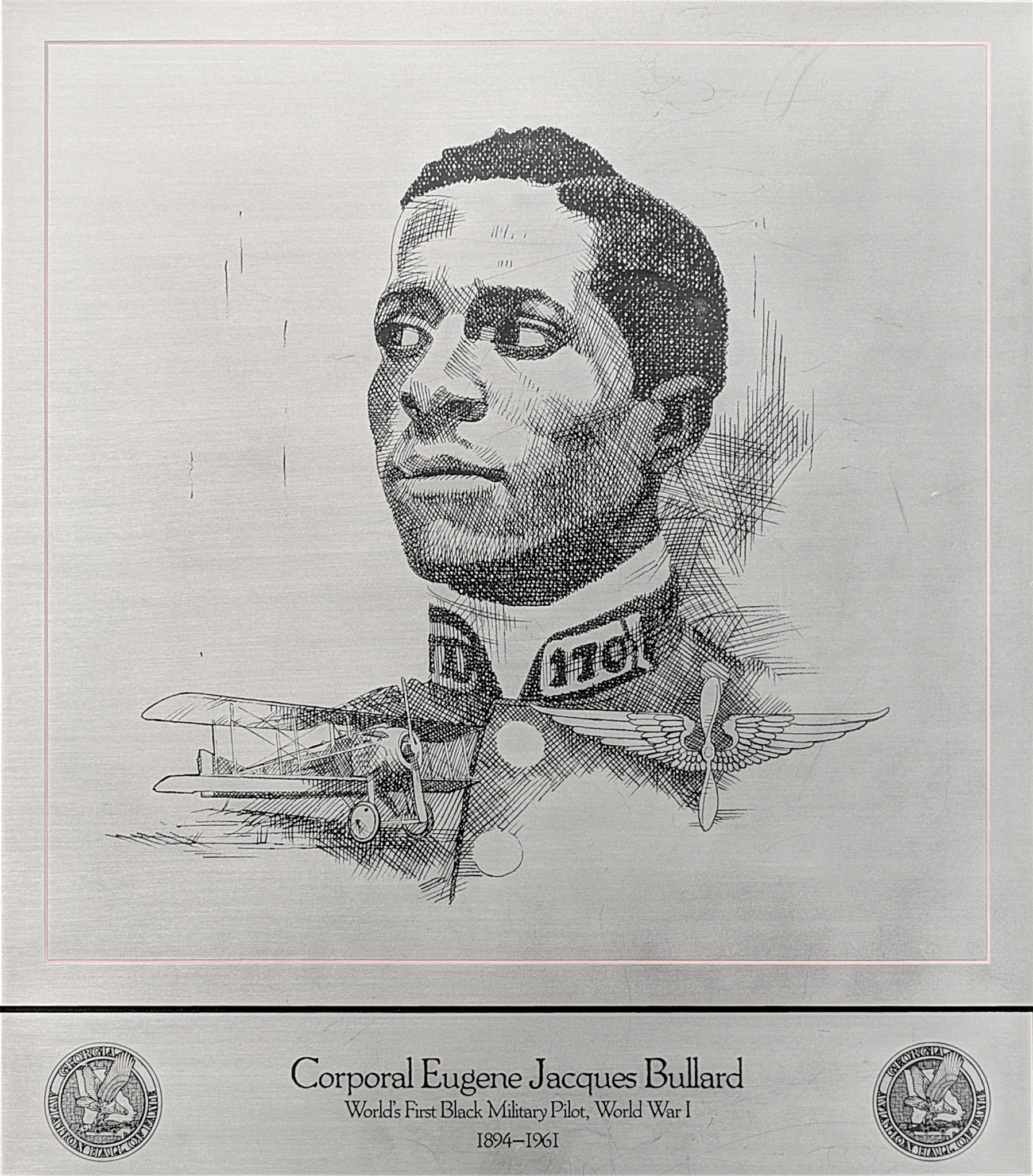
Placa de Bullard en el Salón de la Fama de la Aviación de Georgia

Bullard recibió 14 condecoraciones y medallas del gobierno francés. En 1954, fue invitado a París para ser uno de los tres hombres elegidos para reavivar la llama eterna en la Tumba del Soldado Desconocido bajo el Arco de Triunfo. En 1959, fue nombrado Chevalier (Caballero) de la Légion d'honneur  por el general Charles de Gaulle, quien llamó a Bullard un "véritable héros français" ("verdadero héroe francés"). También fue galardonado con la Médaille militaire, otra alta distinción militar.
En 1989 fue incluido póstumamente en la clase inaugural del Salón de la Fama de la Aviación de Georgia. El 23 de agosto de 1994, 33 años después de su muerte y 77 años después del examen físico que debería haberle permitido volar en Estados Unidos, Bullard fue nombrado póstumamente segundo teniente de la Fuerza Aérea de los Estados Unidos.
El 9 de octubre de 2019, el Museo de Aviación en Warner Robins, Georgia, erigió una estatua en su honor.
Hay un recordatorio en Columbus, Georgia, cerca del sitio de la casa donde creció, el cual describe sus primeros años de vida.

### Decoraciones y medallas
|  |  |  |  |
|  |  |  |  |
|  |  |  |  |
|  |  |  |  |

Primera fila :
- Chevalier de la Légion d'honneur (Caballero de la Legión de Honor)
- Médaille militaire (Medalla militar)

2.ª fila :
- Croix de guerre 1914-1918 avec etoile de bronze (Cruz de guerra con estrella de bronce)
- Croix du combattant volontaire 1914-1918 (Cruz de combatiente voluntario)
- Croix du combatant (Cruz de combatiente)
- Médaille des blessés militaires (Medalla a los heridos militares)

Tercera fila :
- Médaille commémorative de la guerre 1914-1918 (Medalla al Servicio de la Guerra Mundial)
- Médaille interalliée 1914-1918, dite de la Victoire (Medalla de la victoria interaliada)
- Médaille engagé volontaire (Medalla de alistamiento voluntario)
- Médaille commémorative de la bataille de Verdun (Medalla de la batalla de Verdun)

Cuarta fila :
- Médaille commémorative de la bataille de la Somme (Batalla de la medalla del Somme)
- Médaille commémorative de la guerre 1939-1945 (Medalla al servicio de la Segunda Guerra Mundial)
- Médaille commémorative des services volontaires de la France libre (Servicio voluntario para la Francia libre)
- Médaille des volontaires américains avec l'Armée Française (voluntario americano con medalla del ejército francés)

Además de los premios anteriores, también recibió la insignia de piloto francés y el premio de unidad fourragere.
Nota: Bullard era elegible póstumamente para la Medalla de la Victoria de la Primera Guerra Mundial (Estados Unidos), ya que fue nombrado oficial póstumamente del Ejército de los Estados Unidos.

## En la cultura popular
En 1972, las hazañas de Bullard como piloto se volvieron a contar en una biografía, "La golondrina negra de la muerte" de Patrick Carisella y James Ryan. También figura en las memorias de no ficción para jóvenes adultos: "Eugene Bullard: World's First Black Fighter Pilot" de Larry Greenly.
La película de 2006, Flyboys retrata vagamente una ficción sobre el.
Durante el 2012 hasta el 2014, el escritor francés Claude Ribbe escribió un libro sobre Bullard y realizó un documental para televisión.
En la película Red Tails, el Col. AJ Bullard (interpretado por Terrence Howard), una representación apenas disfrazada del comandante principal de los aviadores afroamericanos de Tuskegee de la Segunda Guerra Mundial, el teniente coronel (más tarde Gen.) Benjamin O. Davis Jr., recibe ese apellido en su honor.

## Otras lecturas
- Carisella, PJ y James W. Ryan. La golondrina negra de la muerte: la increíble historia de Eugene Jacques Bullard, el primer aviador de combate negro del mundo. Boston: Casa de Marlborough; distribuido por Van Nostrand Reinhold, Nueva York, 1972.
- Cockfield, Jamie. Toda la sangre corre roja. American Heritage, vol. 46, No. 1, febrero-marzo de 1995.
- Greenly, Larry W. Eugene Bullard: primer piloto de caza negro del mundo. Montgomery, Alabama: NewSouth Books, 2013.ISBN 978-1-58838-280-1
- Gordon, Dennis. The Lafayette Flying Corps: Los voluntarios estadounidenses en el servicio aéreo francés en la Primera Guerra Mundial. Atglen, Pensilvania: Schiffer Military / Aviation History Pub, 2000.ISBN 9780764311086
- Harris, Henry Scott. Toda la sangre corre roja: vida y leyendas de Eugene Jacques Bullard: primer aviador militar estadounidense negro. Libro NOOK (eBook): eBookIt, 2012.ISBN 9781456612993
- Jouineau, André. Oficiales y soldados del ejército francés 1918: 1915 a la victoria. París: Histoire & Collections, 2008.
- Lloyd, Craig. Eugene Bullard: expatriado negro en Jazz Age Paris. Atenas, Georgia: University of Georgia Press, 2000.ISBN 0-8203-2192-3
- Mason, Herbert Molloy Jr. High Flew the Falcons: Los ases franceses de la Primera Guerra Mundial. Nueva York: JB Lippincott Company, 1965.
- Ribbe, Claude Eugène Bullard: récit. París, Le Cherche Midi, 2012.
- Sloan, James J. Wings of Honor, aviadores estadounidenses en la Primera Guerra Mundial: una recopilación de todos los pilotos, observadores, artilleros y mecánicos de los Estados Unidos que volaron contra el enemigo en la guerra de 1914-1918. Atglen, Pensilvania: Schiffer Military / Aviation History Pub, 1994.